# RS-25
РС-25 (Ракетная система 25, англ. Rocket System 25, RS-25) или SSME (англ. Space Shuttle Main Engine — главный двигатель космического челнока) — жидкостный ракетный двигатель (ЖРД) компании Рокетдайн, США. Применялся на планере космической транспортной системы «Спейс шаттл», на каждом из которых было установлено три таких двигателя. Основными компонентами топлива двигателя являются жидкий кислород (окислитель) и водород (горючее). RS-25 использует схему закрытого цикла (с дожиганием генераторного газа).

## Описание
RS-25 в своём применении на космическом челноке сжигает жидкие кислород и водород, которые поступают из центрального бака транспортной системы.
МТКК «Спейс шаттл» использовал три таких двигателя при старте в космос в дополнение к тяге, обеспечиваемой твердотопливными ускорителями (помимо трёх главных двигателей, челнок имел 44 меньших ЖРД вокруг своей поверхности, которые входили в состав системы орбитального маневрирования и реактивной системы управления (RCS), обеспечивая возможность маневрирования на орбите).
Иногда при старте также использовалась система орбитального маневрирования (OMS). 

Каждый такой двигатель обеспечивает до 181,4 тс (1,8 МН) тяги при старте. Удельный импульс RS-25 составляет 453 с в вакууме и 363 с на уровне моря (4440 и 3560 м/с, соответственно). Масса двигателя составляет 3,2 т.
Особенностями реализации данного двигателя являются:
- Использование отдельных турбонасосных агрегатов (ТНА) на линиях подачи окислителя и горючего. Для привода турбин каждого основного ТНА используется свой газогенератор (ГГ), в обоих случаях генерирующий восстановительный генераторный газ.
- Водород газифицируется полностью, целиком проходя через газогенераторы, кислород газифицируется частично, негазифицированный остаток поступает в смесительную головку камеры в жидком виде.
- Для повышения давления компонентов топлива на входах в основные насосы перед основными установлены бустерные преднасосы, каждый из которых вращается гидротурбиной, жидкость для привода которых отбирается на выходе соответствующего основного насоса. Каждый бустерный преднасос со своей турбиной изготовлен в виде отдельного бустерного ТНА.

ЖРД RS-25 работает при экстремальных температурах. Используемый в качестве топлива жидкий водород хранится при −253 °C, в то время как температура в камере сгорания достигает 3300 °C, что выше температуры кипения железа. Во время работы RS-25 потребляют 3917 литров топлива в секунду. Массовый расход компонентов при этом:
- Водорода (горючего): 70,3 кг/с (155 lb/s);
- Кислорода (окислителя): 423,2 кг/с (933 lb/s);
- Общий: 493,5 кг/с (1088 lb/s);
- Общее соотношение компонентов (включая расходы на наддув баков): 6.019 [кг LOX/кг LH2].

Завершение работы двигателя происходит следующим образом: горючее и окислитель, нагнетаемое по трубопроводам из центрального бака, перестаёт поступать из-за перекрытия доступа остатков топлива в систему; топливная система, включая разветвление к трём SSME, остаётся открытой для выработки остатков топлива из трубопроводов.
Двигатели снимались после каждого полёта и перемещались в центр проверки SSME (англ. SSME Processing Facility, SSMEPF) для осмотра и замены всех необходимых компонентов.

## Конструкция

### Контур окислителя (кислород)
Окислитель от внешнего топливного бака поступает в орбитальный аппарат на стыковочное соединение челнока со внешним баком и затем в главную систему подачи жидкого кислорода челнока. Там она разветвляется на три канала, по одному для каждого двигателя. В каждой ветви предварительный клапан жидкого кислорода должен быть открыт, чтобы обеспечить поток к бустерному ТНА окислителя (англ. Low Pressure Oxidizer Turbopump, LPOTP).
Бустерный ТНА окислителя состоит из осевого насоса, вращаемого шестиступенчатой турбиной, которая питается жидким кислородом, отбираемым с выхода основного насоса кислорода. Насос этого ТНА повышает давление жидкого кислорода от 100 до 422 psi (от 0,7 до 2,9 MPa; от 6,8 до 29,6 ат). Скорость вращения вала LPOTP составляет приблизительно 5150 об/мин (85,8 об/с). Размер бустерного ТНА окислителя составляет приблизительно 457 × 457 мм (18 на 18 дюймов), он присоединён к трубопроводу подачи жидкого кислорода и крепится к конструкции челнока. Поток из бустерного ТНА окислителя подаётся в основной насос окислителя основного ТНА окислителя (далее — ТНА окислителя — англ. High-Pressure Oxidizer Turbopump, HPOTP). HPOTP состоит из двух одноступенчатых центробежных насосов — основного насоса окислителя и насоса окислителя газогенераторов — которые установлены на одном валу и приводятся в действие двухступенчатой турбиной, которая, в свою очередь, приводится в действие генераторным газом из ГГ ТНА окислителя. Во время работы двигателя повышение давления окислителя в преднасосе позволяет основному насосу окислителя HPOTP работать на высоких скоростях без кавитации.
Основной насос окислителя поднимает давление окислителя от 422 psi на выходе из бустерного насоса окислителя до 4300 psi (от 2,9 до 30 MPa; от 29,6 до 306 ат) и вращается со скоростью 28120 об/мин (468,7 об/с). Поток жидкого кислорода после основного насоса окислителя разделяется на четыре части:
- основная часть окислителя направляется через главный клапан окислителя в камеру сгорания;

- вторая часть потока используется для приведения в действие гидротурбины LPOTP;
- третья (небольшая) часть используется в теплообменнике окислителя. Жидкий кислород в последнем случае проходит через клапан, который закрывает или регулирует доступ окислителя в зависимости от текущей температуры двигателя, которая используется для превращения окислителя из жидкости в газообразный кислород. Этот газ затем собирается в коллекторе, откуда поступает на наддув бака жидкого кислорода;
- четвёртая поступает на вход в насос окислителя газогенераторов для повышения давления с 4300 psi на выходе из основного насоса окислителя до 7420 psi (от 30 до 51 MPa; от 306 до 520 ат) и далее разделяется и направляется:
  - через клапан окислителя ГГ окислителя в ГГ окислителя;
  - через клапан окислителя ГГ горючего в ГГ горючего.

Так как турбина и насосы HPOTP установлены на общем валу, а турбина приводится в движение потоком горячего восстановительного генераторного газа, в данной области создаётся опасное соседство восстановительного газа в турбине и жидкого кислорода в главном насосе. По этой причине турбина ТНА окислителя и основной насос окислителя отделены друг от друга полостью с уплотнителями, в которую при работе двигателя подаётся гелий под давлением, превышающим давление окислителя на выходе из насоса. Снижение давления гелия приводит к автоматическому отключению двигателя.
Размер ТНА окислителя составляет приблизительно 610 на 914 мм (24 на 36 дюймов). Он крепится с помощью фланцев к коллектору генераторного газа.

### Контур горючего (водород)
Горючее (жидкий водород) поступает в шаттл через разъёмный клапан трубопровода подачи и в коллекторе разветвляется на три одинаковых ветви подачи к каждому двигателю. В каждой ветви подачи жидкого водорода предварительный клапан позволяет жидкому водороду поступать в насос бустерного ТНА горючего (англ. Low Pressure Fuel Turbopump, LPFTP), когда предварительный клапан открыт.
Бустерный ТНА горючего состоит из осевого насоса, приводимого во вращение двухступенчатой турбиной, которая вращается газообразным водородом, поступающим из рубашки охлаждения критической части сопла и камеры сгорания. Насос этого ТНА повышает давление жидкого водорода от 30 до 276 psi (от 0,2 до 1,9 MPa; от 2,0 до 19,4 ат) и подаёт его в насос горючего основного ТНА горючего (далее — ТНА горючего — англ. High-Pressure Fuel Turbopump, HPFTP). Во время работы двигателя, повышение давления с помощью насоса бустерного ТНА горючего позволяет основному насосу горючего работать на высоких скоростях без кавитации. Бустерный ТНА горючего вращается с частотой 16185 об/мин (приблизительно 270 об/с). Размер бустерного ТНА горючего составляет 18 на 24 дюйма (примерно 457 на 610 мм). Он присоединён к трубопроводу подачи жидкого водорода и крепится к конструкции шаттла с противоположной стороны от бустерного ТНА окислителя. Трубопровод жидкого водорода от LPFTP до HPFTP термоизолирован для того, чтобы избежать сжижения воздуха на его поверхности.
ТНА горючего состоит из трёхступенчатого центробежного насоса горючего, приводимого во вращение двухступенчатой турбиной, которая вращается восстановительным горячим газом из ГГ горючего. Насос этого ТНА повышает давление жидкого водорода от 276 — на выходе из бустерного насоса горючего — до 6515 psi (от 1,9 до 45 MPa; от 19,4 до 458,9 ат). ТНА горючего вращается с частотой 35360 об/мин (приблизительно 589 об/с). Поток жидкости на выходе из насоса направляется к главному клапану горючего, а затем разделяется на три ветви:
- первая проходит через рубашку основной камеры сгорания, где водород используется для охлаждения критической части сопла и стенок камеры. В процессе охлаждения камеры жидкий водород газифицируется и направляется в бустерный ТНА горючего, где используется для привода турбины этого ТНА. Небольшая часть потока после выхода из турбины бустерного ТНА горючего затем направляется к общему для всех трёх двигателей коллектору, поступая на наддув бака жидкого водорода внешнего резервуара. Оставшийся водород проходит по рубашке охлаждения коллекторов горячего газа (после обоих газогенераторов) и поступает в основную камеру сгорания;
- вторая ветвь потока водорода после основного топливного клапана подаётся в рубашку охлаждения сопла. Затем он соединяется с
- третьей ветвью от клапана охлаждающей жидкости камеры. Объединённый поток затем разделяется и направляется:
  - в ГГ окислителя;
  - в ГГ горючего.

Размер ТНА горючего составляет 22 на 44 дюйма (примерно 559 на 1117 мм). Он крепится с помощью фланцев к коллектору генераторного газа.

### Газогенераторы и система управления тягой
Газогенераторы окислителя и горючего привариваются к коллекторам горячего газа. Горючее и окислитель поступают в оба ГГ и смешиваются так, чтобы могло происходить сгорание. Воспламенители находятся в центре смесительной головки каждого ГГ и представляют собой небольшую форкамеру. В каждом воспламенителе находятся два искровых запала (в целях резервирования), которые управляются контроллером двигателя и используются в процессе запуска двигателя, чтобы произвести зажигание в каждом ГГ. Они выключаются примерно через три секунды, потому что процесс горения в ГГ становится самоподдерживаемым. ГГ горючего генерирует восстановительный генераторный газ (газ с избытком не полностью сгоревшего горючего), который проходит через турбину ТНА горючего, и раскручивает её, вращая насос ТНА. ГГ окислителя также генерирует восстановительный генераторный газ, который проходит через турбину ТНА окислителя, и раскручивает её, вращая насосы ТНА окислителя.
Управление тягой двигателя осуществляется с помощью пяти клапанов на каждом двигателе (окислителя ГГ окислителя, окислителя ГГ горючего, главный клапан окислителя, главный клапан горючего, клапан управления охлаждением критической части сопла), которые приводятся в действие гидравлически и управляются электрическими сигналами от контроллера двигателя. Они могут быть полностью закрыты при помощи системы подачи гелия в качестве резервной системы приведения в действие.
Скорости вращения валов ТНА окислителя и ТНА горючего зависят от давления горячего газа, генерируемого в соответствующем ГГ. Эти клапаны управляются блоком управления двигателем, который использует их для увеличения или уменьшения расхода жидкого кислорода через соответствующий ГГ, увеличивая или уменьшая давления в газогенераторах, тем самым увеличивая или уменьшая скорости вращения обеих турбин основных ТНА, увеличивая или уменьшая расход обоих компонентов, перекачиваемых соответствующими насосами высокого давления, что увеличивает или уменьшает тягу двигателя. Клапаны окислителя обоих ГГ работают вместе, чтобы управлять тягой двигателя и поддерживать постоянное соотношение расходов компонентов 6:1.
Главный клапан окислителя и главный клапан горючего управляют потоком жидкого кислорода и жидкого водорода в двигатель соответственно и управляются контроллерами каждого двигателя. Когда двигатель работает, главные клапаны обоих компонентов полностью открыты.
Управление ТНА окислителя и горючего осуществляется контроллером двигателя посредством регулирования расходов компонентов клапанами с целью поддержания массового соотношения компонентов топлива равном 6:1.

### Камера сгорания и сопло
Камера сгорания (КС) получает обогащённый топливом горячий газ из коллектора рубашки охлаждения. Газообразный водород и жидкий кислород поступают в КС через инжектор, смешивающий компоненты топлива. Небольшая форсажная камера электровоспламенителя расположена в центре инжектора. Воспламенитель с двойным резервированием используется в ходе операций запуска двигателя для инициирования процесса горения. Главный инжектор и конус КС приварены к коллектору горячего газа. Кроме этого КС соединена с коллектором горячего газа при помощи болтовых соединений.
Внутренняя поверхность ОКС и сопла охлаждается жидким водородом, который течёт по сварным внутристенным каналам из нержавеющей стали. Сопло представляет собой колоколообразное расширение тела КС, которое соединено с ним болтами. Длина составляет 2,9 м, внешний диаметр у основания равняется 2,4 м. Поддерживающее кольцо, которое приварено к верхнему концу сопла, является точкой крепления внешнего теплового щита орбитера. Тепловая защита необходима для частей двигателя, подвергаемых внешнему разогреву в ходе старта, подъёма на орбиту, во время орбитального полёта и при возвращении с орбиты. Изоляция состоит из четырёх слоёв металлической ватины, покрытой металлической фольгой.
Коэффициент расширения сопла в ЖРД RS-25 равный 77, является слишком большим для работы двигателя на уровне моря при давлении в ОКС равном 192,7 ат. В сопле таких размеров должен иметь место срыв потока реактивной струи, который может вызвать проблемы с управлением и даже механические повреждения корабля. Для предотвращения подобного развития событий инженеры Рокетдайна изменили угол расширения сопла, уменьшив его около выхода, что увеличило давление около внешнего кольца до 0,3-0,4 ат и в целом решило проблему.

### Главные клапаны
Пять топливных клапанов на RS-25 приводятся в действие гидравлически и управляются электрическими сигналами контроллера. Они могут быть полностью закрыты, используя систему подачи гелия в качестве запасной системы приведения в действие.
Главный клапан окислителя и клапан контроля давления топлива используются после отключения. Они остаются открытыми для того, чтобы сбросить остатки топлива и окислителя в топливной системе за борт челнока. После завершения сброса клапаны закрываются и остаются закрытыми до конца полёта.

### Карданная подвеска
Несущий шарнирный подшипник присоединён болтами к сборке главного инжектора и обеспечивает связь между двигателем и челноком.
Насосы низкого давления установлены под углом 180° от задней части фюзеляжа челнока, которая предназначена для приёма нагрузки от двигателей при старте.
Линии трубопроводов от низконапорных насосов к высоконапорным предоставляют возможность и пространство для изменения положения двигателя в целях управления вектором тяги.

### Система охлаждения
Клапан управления охлаждением находится на обводной линии охлаждения критической части сопла каждого двигателя. Контроллер двигателя регулирует количество водорода, перепускаемого в обход охлаждающей рубашки сопла, таким образом, управляя его температурой. Клапан управления охлаждением полностью открыт перед запуском двигателя. Во время работы двигателя, клапан полностью открыт при тяге от 100 до 109 % для минимального охлаждения. Для диапазона тяг от 65 до 100 %, его положение будет меняться от 66,4 до 100 % проходного сечения для максимального охлаждения.

## Параметры тяги
Дросселирование тяги SSME может производиться в диапазоне от 67 до 109 % проектной мощности. В ходе осуществляемых запусков используется уровень 104,5 %, а уровни 106—109 % — допустимо использовать в аварийных ситуациях. Тяга специфицирована для уровня моря и вакуума, в котором ЖРД имеет лучшие показатели по причине отсутствия эффектов от атмосферы:
- Тяга 100,0 % (уровень моря / вакуум): 1670 кН / 2090 кН (170,3 тс / 213,1 тс)
- Тяга 104,5 % (уровень моря / вакуум): 1750 кН / 2170 кН (178,5 тс / 221,3 тс)
- Тяга 109,0 % (уровень моря / вакуум): 1860 кН / 2280 кН (189,7 тс / 232,5 тс)

Спецификация уровней тяги свыше 100 % означает работу двигателя выше нормального уровня, установленного разработчиками. Исследования показали, что вероятность выхода из строя SSME возрастает при использовании тяги выше 104,5 %, поэтому дросселирование выше указанного уровня оставлено на случай аварийных ситуаций в полёте МТКК «Спейс шаттл».

## RS-25 после космического челнока
Первоначально двигатель предполагалось использовать в качестве основных двигателей на грузовой ракете-носителе Арес-5 и в качестве двигателя второй ступени пилотируемой РН Арес-1. Несмотря на то, что использование RS-25 в данном случае выглядело как развитие технологий МТКК после его предполагаемого ухода в 2010 году, имелись некоторые недостатки такого решения:
- Двигатель не будет повторно используемым, так как будет использоваться на одноразовых ракетах-носителях;
- Двигатель должен будет проходить огневые испытания, которые НАСА проводила для каждого нового челнока до полёта STS-26 (первый запуск после гибели «Челленджера»).

После того, как были сделаны некоторые изменения в конструкции Арес-1 и Арес-5, было принято решение использовать модификацию ЖРД J-2X на второй ступени Арес-1 и шесть модифицированных ЖРД RS-68B на первой ступени Арес-5.
SLS
Двигатель используется в качестве основного двигателя первой ступени сверхтяжёлой РН SLS (Space Launch System), предназначенной для отправки пилотируемых экспедиций на Луну и Марс (так, 29 июля 2016 года были проведены огневые испытания RS-25, модернизированных под параметры SLS).